# Fundamentální články
Jako fundamentální články (fundamentálky, Fundamentalartikel) se označuje dohoda o změně státoprávního uspořádání, na které se shodla česká politická reprezentace s vládou Karla von Hohenwarta v roce 1871, a kterou vrcholilo snažení českých politických elit o zrovnoprávnění Českého království v rámci Rakouska-Uherska, jež se datovalo od přijetí principu dualistické (rakousko-maďarské) federace v roce 1867 (viz táborové hnutí). Články se vztahovaly jen na České království. V principu by šlo o česko-rakouské vyrovnání, Čechy by ovšem stále zůstávaly méně samostatné než Uhry. Ke změně státního uspořádání Rakouska-Uherska nakonec nedošlo, projekt ztroskotal na odporu německorakouských a maďarských politiků.
Prvně byly formulovány na tajné schůzce důvěrníků vídeňské vlády s českými politiky v Pardubicích, 20. srpna 1870. Český zemský sněm fundamentální články schválil 10. října 1871, spolu se zákonem na ochranu národnosti v Čechách a novou osnovou volebního řádu pro český zemský sněm. Všechny tři normy, od počátku tvořící integrální, vzájemně provázaný celek, byly schváleny za neúčasti německých liberálních poslanců, kteří se od 16. září sněmu demonstrativně neúčastnili, právě v reakci na vyjednávání o fundamentálních článcích. Články byly na sněmu přijaty jednomyslně.
Obsahovaly 18 článků. V článku 1 bylo konstatováno, že věci zahraniční, vojenské a finanční (daňové) jsou věcí federální a rozhodování o nich náleží centru ve Vídni. V článku 9 se říkalo, že všechny ostatní správní záležitosti spadají pod pravomoc českého zemského sněmu a zemské vlády. Další články přesněji vymezovaly okruhy federálního zájmu a technikálie o jejich vyjednávání (např. sněmy delegátů jednotlivých sněmů, na sněmu nezávislý senát atp.).
Nový volební řád ponechával beze změny kuriový systém, jen rozšiřoval počet poslanců zemského sněmu. V tomto bodě čeští politici hodně ustoupili.
Možná největším kamenem úrazu v dalším vývoji se však ukázal zákon o ochraně národnosti, který prohlásil němčinu a češtinu za úřední jazyk všech federálních (c.k.) úřadů v Čechách, stanovil povinnost všech úředníků těchto úřadů ovládat oba jazyky slovem a písmem a rozděloval český zemský sněm na národní kurie.
Císař František Josef I. byl fundamentálním článkům příznivě nakloněn, avšak ostře proti nim začal ve Vídni bojovat kancléř Friedrich Ferdinand von Beust a také uherský premiér Gyula Andrássy. Tvrdou kampaň za odmítnutí vedli též němečtí politici z Čech. Císař váhal, ale nakonec se rozhodl články zamítnout, což sněmu oznámil reskriptem 30. října 1871. Již tři dny předtím na jím avizované rozhodnutí reagovala Hohenwartova vláda demisí. Odstoupit musel i kancléř Beust, ale jiného výsledku se českým politikům dosáhnout nepodařilo. Nová Auerspergova vláda na dlouhých 8 let jakákoli jednání směřující k federalizaci Předlitavska (rakouské části Rakousko-Uherska) zablokovala. Federalizaci nakloněný český zemský sněm byl paralyzován tak, že byl 13. března 1872 rozpuštěn, načež došlo k manipulacím s kuriovým systémem (náhlé převody majetku na centralisticky zaměřené voliče ve vlivné velkostatkářské kurii), kterým se říkalo „volební chabrus“. Čeští politici na protest proti tomuto vývoji zvolili politiku pasivní rezistence, tedy přestali na sněm chodit (Mladočeši tuto taktiku opustili roku 1874, staročeši roku 1878, na říšské radě ji členové tzv. Českého klubu odvrhli roku 1879).
Problémy, které měly fundamentální články vyřešit, se vracely až do zániku monarchie (Stremayrova jazyková nařízení, punktační články, Badeniho jazyková nařízení, moravský pakt ad.) 